# Воробьи (Новосибирская область)
Воробьи — деревня в Колыванском районе Новосибирской области. Входит в состав Кандауровского сельсовета.

## География
Площадь деревни — 15 гектаров.

## История
Основана в 1866 году.
По данным на 1926 года состояла из 155 хозяйств, основное население — русские. Административный центр Воробьевского сельсовета Вороновского района Томского округа Сибирского края.

## Население
| 1926 | 2002 | 2007 | 2010 |
| ---- | ---- | ---- | ---- |
| 766  | ↘6   | ↘5   | ↘0   |

Национальный состав
Согласно результатам переписи 2002 года, в национальной структуре населения русские составляли 100 %.

## Инфраструктура
В деревне по данным на 2007 год функционирует 1 учреждение здравоохранения.